# Artuqider
Artuqider var en turkmensk dynasti som styrde i området runt Diyarbakir och Mardin mellan åren 1102 och 1409.